# セント・オールバンズ・シティFC
セント・オールバンズ・シティ・フットボール・クラブ（St Albans City Football Club）はイングランド、ハートフォードシャー州、セント・オールバンズを本拠地とするサッカークラブチームである。2007-2008シーズンはカンファレンス・サウス（6部相当）に所属。

## タイトル

### 国内タイトル
- イスミアンリーグ・プレミアディヴィジョン:3回

1924-1925,1926-1927,1927-1928
- イスミアンリーグ・ディヴィジョン1:1回

1985-1986

### 国際タイトル
- なし

## 歴代所属選手
- アントン・ブラックウッド 2012
- キャメロン・ランカスター 2014-2015